# 圣康坦区
圣康坦区（法語：arrondissement de Saint-Quentin）是法国埃纳省所辖的一个区。总面积1071.2平方公里，总人口127944，人口密度119人/平方公里（2018年）。主要城镇为圣康坦。

## 辖区
圣康坦区辖有126个市镇。